# Birch Hill
Birch Hill statisztikai település az USA Wisconsin államában, Ashland megyében. Lakosainak száma 295 fő (2020. április 1.).

## Népesség
A település népességének változása:

| 2010 | 293 |
| 2020 | 295 |